# Revolutions (альбом Blind Channel)
Revolutions — дебютний альбом фінського рок-гурту Blind Channel, який був випущений 1 жовтня 2016 року. Робота над записом розпочався в жовтні 2015 року за допомоги одного з найуспішніших продюсерів Фінляндії Йонас Олссон (Amorphis, Poisonblack, Robin) й була закінчена роком пізніше. В результаті група повідомила, що альбом буде складатись з одинадцяти пісень, одна з яких є кавер-версією популярного хіта Еда Ширана "Don’t". Альбом загалом отримав позитивні відгуки, а такі фінські видання як Soundi та Kaaoszine високо оцінили його.

## Сингли
Перший сингл з альбому під назвою "Unforgiving" був представлений 12 червня 2015 року, а пізніше перезаписаний й офіційно доданий до списку композицій альбому. 29 вересня того ж року Blind Channel випустили кавер-версію пісні "Don’t", яка прозвучала на багатьох радіостанціях не лише в Фінляндії, але й за її межами.
19 лютого 2016 року був випущений сингл "Darker Than Black", реліз якого супроводжувався відеокліпом, знятим за підтримки лейбла Ranka Kustannus. 22 червня того ж року гурт представив сингл "Deja Fu" та відеокліп на цю пісню. Зйомками займався Teemu Halmetoja, а сам відеоролик являв собою збірку виступів групи на фестивалях і концертах 2016 року. Крайній сингл "Enemy for Me" було представлено незадовго до виходу альбому — реліз відбувся 16 вересня 2016 року.

## Список композицій
| #   | Назва                           | Тривалість |
| --- | ------------------------------- | ---------- |
| 1.  | «Bullet (With Your Name On It)» | 3:35       |
| 2.  | «Pitfall»                       | 3:27       |
| 3.  | «Deja Fu»                       | 3:33       |
| 4.  | «Hold On To Hopeless»           | 3:42       |
| 5.  | «What’s Wrong»                  | 3:32       |
| 6.  | «My Revolution»                 | 3:24       |
| 7.  | «Another Sun»                   | 3:28       |
| 8.  | «Unforgiving»                   | 3:39       |
| 9.  | «Don’t (Ed Sheeran Cover)»      | 3:39       |
| 10. | «Darker Than Black»             | 3:34       |
| 11. | «Enemy For Me»                  | 3:20       |

## Учасники запису
- Ніко Моіланен — вокал, Реп
- Йоель Хокка — вокал, гітара
- Йоонас Порко — гітара, бек-вокал
- Оллі Матела — бас-гітара
- Томмі Лаллі — ударні